# Adam (Oman)
Pour les articles homonymes, voir Adm et Adam (homonymie).
Adam (ou Adm ; en arabe : أدم) est une localité du Sultanat d'Oman, située dans la région Ad-Dākhilīyah, sur le grand axe routier qui relie le Nord du pays (Nizwa et, au-delà, la capitale Mascate ou les Émirats arabes unis), à l'extrême Sud (notamment Salalah, la capitale du Dhofar).

## Géographie
L'oasis d'Adam est encadrée par deux petits massifs montagneux, le djebel Salakh à l'Ouest (1 014 m), qui l'approvisionne en eau, et le djebel Madmar à l'Est (741 m). En direction du Sud s'ouvre une grande étendue désertique dépourvue de reliefs significatifs et parcourue par quelques tribus nomades. Le marché d'Adam constitue le dernier centre urbain avant la traversée du « ventre vide » d'Oman. 
Adam est dotée d'un aéroport.

## Histoire
Adam est le berceau de la tribu Al Bu Said, dont est issu l'actuel sultan Qabus ibn Said.